# Aybüke Pusat
Aybüke Pusat (sinh ngày 25 tháng 2, 1995) là một nữ diễn viên, người mẫu người Thổ Nhĩ Kỳ.

## Sự nghiệp diễn xuất

### Phim truyền hình
Năm 2014, Aybüke Pusat ra mắt lần đầu tiên với một vai diễn nhỏ trong bộ phim truyền hình nổi tiếng ''Medcezir''. Sau đó, cô tiếp tục đóng thêm một số vai phụ trong các loạt phim như: ''Beş Kardeş'' (2015) và ''O Hayat Benim'' (2015–2016). Năm 2016, cô được mời đóng vai chính trong loạt phim hài ''Familya'' , trong đó cô đóng vai Su Beyoğlu, con gái duy nhất của gia đình Beyoğlu, người cùng với các anh chị em của mình nổ lực hàn gắn mọi thứ trong gia đình sau cái chết của mẹ.
Cô trở nên nổi tiếng vào năm 2017 nhờ vào vai nữ chính - bác sĩ Bahar Kutlu với tính cách cứng rắn, kiên cường trong hai mùa phim Söz (Lời Thề) -  một trong những bộ phim hành động nổi tiếng và được quốc tế đón nhận nồng nhiệt nhất của Thổ Nhĩ Kỳ, đóng cặp cùng Tolga Sarıtaş. Năm 2018, cô tiếp tục đóng vai chính trong Şahin Tepesi, được chuyển thể từ loạt phim truyền hình nổi tiếng của Hoa Kỳ là Falcon Crest. Tuy nhiên, Şahin Tepesi chỉ kéo dài một thời gian ngắn do tỷ suất người xem thấp.
Năm 2019, cô đóng vai chính cùng với Furkan Andıç trong bộ phim hài lãng mạn Her Yerde Sen (Đâu Đâu Cũng Là Em), ở đó cô đóng vai Selin Sever, một kiến trúc sư nội thất sôi nổi và thông minh, người bị buộc phải sống chung một nhà với nhân vật Demir Erendil của Furkan Andıç, đồng thời cũng chính là sếp mới của cô. Her Yerde Sen đã nhận được sự công nhận và đánh giá cao của quốc tế sau khi giành được Giải thưởng Ống kính Vàng từ Hiệp hội Nhà báo về lối kể chuyện, đạo diễn và kỹ xảo điện ảnh xuất sắc. Năm 2020, cả Pusat và Andıç đều giành được Giải thưởng Con bướm vàng cho Cặp đôi truyền hình xuất sắc nhất. Sau đó, Her Yerde Sen là tác phẩm duy nhất của Thổ Nhĩ Kỳ được nêu tên trong The Guardian 's danh sách 52 Phim hài lãng mạn cho Ngày lễ tình nhân năm 2021.

## Phim đã tham gia

### Phim điện ảnh
| Năm  | Tựa đề | Tựa đề tiếng Việt | Vai    | Ghi chú   |
| ---- | ------ | ----------------- | ------ | --------- |
| 2019 | Kapı   |                   | Nardin | Vai chính |

### Phim chiếu mạng
| Năm  | Tựa đề               | Tựa đề tiếng Việt | Bạn diễn       | Vai           | Ghi chú   |
| ---- | -------------------- | ----------------- | -------------- | ------------- | --------- |
| 2021 | 50M2                 | 50 Mét Vuông      | Engin Öztürk   | Dilara Adıvar | Vai chính |
| 2022 | Alef: Mâl-i Hülya    |                   | Taner Ölmez    | Defne Andıç   | Vai chính |
| 2022 | Hayaller ve Hayatlar |                   | Serkay Tütüncü | Güneş         | Vai chính |

### Phim truyền hình
| Năm         | Tựa đề        | Tựa đề tiếng Việt  | Bạn diễn      | Vai                 | Ghi chú   |
| ----------- | ------------- | ------------------ | ------------- | ------------------- | --------- |
| 2014        | Medcezir      |                    |               | Elif                | Vai phụ   |
| 2015        | Beş Kardeş    |                    |               | Zeynep              | Vai phụ   |
| 2015 - 2016 | O Hayat Benim | Cuộc Đời Lưu Lạc   |               | Zeynep              | Vai phụ   |
| 2016        | Familya       |                    |               | Su Beyoğlu          | Vai chính |
| 2017-2018   | Söz           | Lời Thề            | Tolga Sarıtaş | Bahar Kutlu Karasu  | Vai chính |
| 2018        | Şahin Tepesi  |                    | Boran Kuzum   | Verda Özden         | Vai chính |
| 2019        | Her Yerde Sen | Đâu Đâu Cũng Là Em | Furkan Andiç  | Selin Sever Erendil | Vai chính |
| 2022 - 2023 | Sıfırıncı Gün |                    | Engin Öztürk  | Nisan               | Vai chính |

## Giải thưởng

### Giải thưởng truyền hình
| Năm  | Tên giải thưởng  | Hạng mục                                     | Tác phẩm      | Vai                 | Đề cử/ Đoạt giải |
| ---- | ---------------- | -------------------------------------------- | ------------- | ------------------- | ---------------- |
| 2018 | Golden Star      | Nữ diễn viên truyền hình xuất sắc nhất       | Söz           | Bahar Kutlu Karasu  | Đề cử            |
| 2018 | Golden Butterfly | Nữ diễn viên xuất sắc nhất                   | Söz           | Bahar Kutlu Karasu  | Đề cử            |
| 2019 | Golden Star      | Nữ diễn viên truyền hình xuất sắc nhất       | Şahin Tepesi  | Verda Özden         | Đề cử            |
| 2019 | Golden Butterfly | Nữ diễn viên phim hài lãng mạn xuất sắc nhất | Her Yerde Sen | Selin Sever Erendil | Đề cử            |
| 2019 | Golden Butterfly | Cặp đôi phim truyền hình xuất sắc nhất       | Her Yerde Sen | Selin Sever Erendil | Đoạt giải        |